# 스컬 (가수)
스컬(Skull, 본명: 조성진, 1979년 11월 2일 ~ )은 대한민국의 대중음악인이다. 쿠시와 함께 스토니 스컹크의 멤버로 활동하다가 2010년에 그룹이 해체한 후로는 솔로 활동을 하고 있다. 
중앙대학교의 흑인 음악 동아리 Da C Side에서 대거즈라는 팀을 결성하여 활동한 바 있다.

## 학력
- 중앙대학교 광고홍보학과 휴학

## 음반
- Nora (Feat. G.Soul) (With 하하) (2017)
- 웃지마 (Feat. MC민지) (With 하하) (2016)
- 여름 밤 OST X 박살레게 (With 하하) (2015)
- Catch Music If You Can (With 바스코 & 로꼬) (2015)
- Beautiful Girl (With 하하) (2015)
- 1집 KING O' IRIE (2014)
- Keep On Pushing (2014)
- brilliant is (With 하하, 긱스, 지코, 매드 클라운, 스윙스, 더블 케이, 지조, 소울다이브, 허경환, 김지민) (2013)
- REGGAErilla (With 하하) (2013)
- 돈암동 멜로디 (With 하하) (2013)
- Cry Die (2012)
- Ya Man !! (With 하하) (2012)
- 쓰레기 (2012)
- 나 이러고 살아 (2012)
- Perfect Game (With 양동근) (2011)
- Here To Stay (2007)

## 출연 작품

### 예능
- 2012년 《런닝맨》「추적자 외전」출연
- 2012년, 2013년, 2014년 《무한도전》
- 2015년 tvN 《SNL 코리아 시즌 6》
- 2018년 tvN 《수요미식회》
- 2018년 MBC 《미스터리 음악쇼 복면가왕》 - 뿔나쪄 코에 뿔나쪄 코뿔소 <참가자>
- 2019년 SBS 《런닝맨》런닝구 팬미팅